# Provokationsrecht

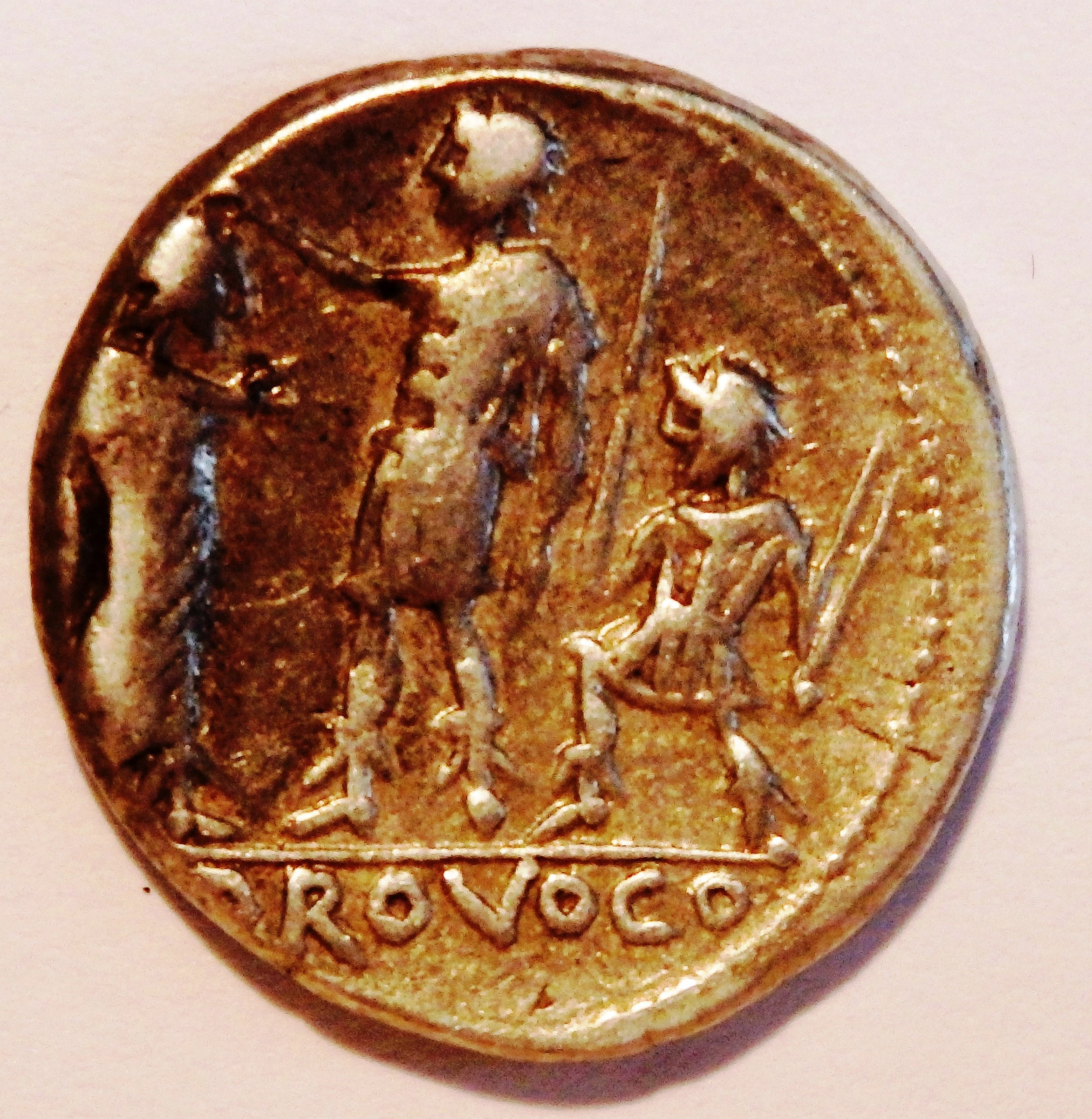
Provocationsszene auf Denar der Römischen Republik, ca. 110/9 v. Chr.

Das Provokationsrecht (lateinisch ius provocandi) war in der römischen Republik das Recht eines jeden Bürgers, das Volk um Beistand anzurufen (provocare = herbeirufen, aufrufen), wenn er Leib und Leben durch die Gewalt staatlicher Magistrate bedroht sah. Dieser Provokation (provocatio ad populum = Berufung ans Volk, Anrufung des Volkes) genannte Vorgang galt als Zeichen der plebejischen Freiheit und politisches Mittel gegen das Strafrecht patrizischer Beamter, die kraft ihrer exekutiven Amtsgewalt Todes- oder Prügelstrafen ohne richterlichen Beschluss verhängen konnten (Koerzitionsrecht). Es ist vergleichbar mit dem ius auxilii der Volkstribune. Dieser Rechtsschutz bestand jedoch nicht, wenn der Angeklagte zuvor in einem ordnungsgemäßen Gerichtsverfahren verurteilt worden war.
Das Recht zur Provokation wurde durch die lex Valeria de provocatione festgeschrieben: Das Gesetz verbot die körperliche Züchtigung eines römischen Bürgers, der Provokation eingelegt hatte. Einige Quellen attestieren, dass die Bestimmungen durch den Konsul Publius Valerius Poplicola in den Jahren 510/09 v. Chr. eingeführt worden waren, oder auf die Konsuln Lucius Valerius Poplicola und Marcus Horatius Barbatus 449 v. Chr., also nach Verabschiedung des Zwölftafelgesetzes. Beide Datierungen gelten in der Forschung als unhistorisch. Als wahrscheinlich wird angenommen, dass die lex Valeria de provocatione auf einen Gesetzesantrag des namengebenden Konsuls Marcus Valerius Corvus aus dem Jahre 300 v. Chr. zurückgeht, obgleich angenommen werden darf, dass die Provokation bereits vorher als Gewohnheitsrecht etabliert war.
Ein um das Jahr 104 v. Chr. geprägter Denar des Münzmeisters P. Porcius Laeca erinnert an dieses Gesetz (siehe Foto rechts). In der dargestellten Szene legt ein Gerüsteter mit imperium militae einem Togatus (somit einem zivilen römischen Bürger) die Hand auf den Kopf, um dem rechts dahinter dargestellten Liktor mit Stab und Ruten die Vollziehung einer Leibesstrafe zu befehlen. Der links auf der Münze dargestellte Togatus hebt abwehrend den Arm und spricht das auf der Münze eingeschlagene Wort provoco aus.
Das Provokationsrecht galt grundsätzlich für jeden männlichen römischen Bürger, war aber zunächst auf das römische Stadtgebiet (intra pomerium) beschränkt und galt nur gegenüber zivilen Beamten, nicht jedoch gegenüber dem Diktator oder einem militärischen Imperiumsträger im Felde (militiae). Zudem wurde dieses Recht unter Umständen durch ein senatus consultum ultimum suspendiert. Erst Anfang des 2. Jahrhunderts v. Chr. wurde das Provokationsrecht auf den außerstädtischen Bereich, auf Italien und die Provinzen ausgeweitet und galt von nun an auch eingeschränkt im militärischen Bereich. Den Erweiterungen lagen vermutlich die leges Porciae des Volkstribunen Publius Porcius Laeca aus den Jahren 198 bis 195 v. Chr. zugrunde, die zudem eine Auspeitschung von Bürgern verboten. Auch Nichtrömern konnte als besondere Ehrung das Recht auf Provokation zugestanden werden.
In der Forschung ist umstritten, wie ein Provokationsprozess tatsächlich abgelaufen ist und welche politische und juristische Bedeutung die Provokation letztlich hatte. Viel spricht dafür, dass sie berufungsähnlichen Charakter hatte und eine (Neu-)Verhandlung des Falles vor der Volksversammlung (vermutlich vor dem concilium plebis) herbeiführen sollte, in der die durch den Magistraten verhängte Strafe überprüft werden konnte. Es ist aber auch denkbar, dass nach 300 v. Chr. das provoco eine reine Protestfunktion und keine gerichtlichen Folgen – außer in einem Rechenschaftsverfahren – hatte. Allerdings galt die Missachtung einer Provokation, ausgenommen der bei einer Hinrichtung, anscheinend nicht als Amtsvergehen, sondern lediglich als eine ungehörige oder schändliche Tat (improbe factum), so dass der entsprechende Beamte nicht direkt dafür bestraft werden konnte.
Andererseits liegen für die Zeit vor 300 v. Chr. keine zuverlässigen Belege für magistratisch verhängte Kapitalstrafen gegenüber römischen Bürgern vor. Zudem mussten Beamte ohnehin damit rechnen, nach Ablauf ihrer Amtszeit für ihr Verhalten gegenüber dem Volk zur Rechenschaft gezogen zu werden. Möglicherweise lässt sich daraus schließen, dass das Provokationsrecht nur eine symbolische Bedeutung hatte, mit der den einst politisch benachteiligten Plebejern nach Abschluss der sogenannten Ständekämpfe signalisiert wurde, dass sie nun völlige politische Gleichberechtigung mit den Patriziern erlangt hatten. Dafür könnte die Tatsache sprechen, dass die lex Valeria de provocatione wahrscheinlich im selben Jahr beschlossen wurde, in der auch mit der lex Ogulnia des Volkstribunen Quintus Ogulnius Gallus den Plebejern der Zugang zu verschiedenen angesehenen Priesterstellen eröffnet wurde, die ihnen als letzte Ämter bis dahin verwehrt gewesen waren. Aufgrund der dürftigen Quellenlage sind hierüber jedoch keine sicheren Aussagen möglich.
In der Kaiserzeit wurde schließlich jede Berufung an einen höheren Richter bis hinauf zum Kaiser selbst als Provokation bezeichnet.